# Piotr Lebedev
Pour les articles homonymes, voir Lebedev.
Piotr Nikolaïevitch Lebedev (en russe : Пётр Николáевич Лéбедев) (Moscou, 24 février 1866 - 1er mars 1912) est un physicien russe renommé. Lebedev a été le créateur de la première école scientifique en Russie.

## Biographie
Il obtient son doctorat à l'université de Strasbourg sous la supervision d'August Kundt en 1891. Cette même année, il commença à travailler au sein de l'université d'État de Moscou, dans le groupe d'Aleksandr Stoletov. C'est avec cette équipe de physiciens qu'il réalisa ses célèbres études expérimentales sur les ondes électromagnétiques. Il fut le premier à mesurer la pression de la lumière sur un corps solide, en 1899. Cette découverte fut annoncée au Congrès mondial de physique de Paris en 1900. Elle constitue la première confirmation quantitative de la théorie de Maxwell sur l'électromagnétisme. Piotr Lebedev obtient en 1901 le poste de professeur à l'université d'État de Moscou. En 1911, il abandonna cette fonction comme moyen de protester contre les politiques appliquées par le Ministère de l'Éducation. Cette même année, il reçut une autre offre qu'il refusa pour être professeur à Stockholm, en Suède. Il mourut l'année suivante.
L'Institut de physique Lebedev et le cratère lunaire Lebedev furent nommés ainsi en son honneur et pour les travaux qu'il a accompli.

## Sources

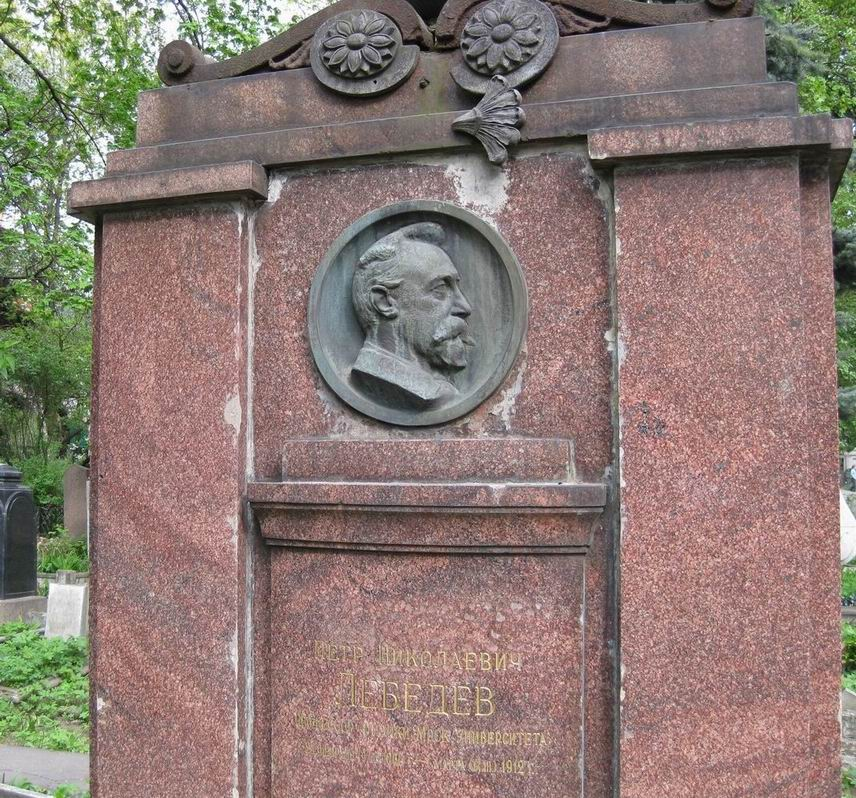
Tombe de Lebedev au cimetière de Novodiévitchi

- (es) Cet article est partiellement ou en totalité issu de l’article de Wikipédia en espagnol intitulé « Piotr Lébedev » (voir la liste des auteurs).